# کراتوم
کراتوم (kratom) یا میتراگینا اسپکیوسا (نام علمی: Mitragyna speciosa) (به معنی «کلاه‌اسقفی زیبا») یک درخت همیشه‌سبز گرمسیری از تیره روناسیان (خانواده قهوه) و بومی آسیای جنوب شرقی است. این گیاه بومی تایلند، اندونزی، مالزی، میانمار و پاپوآ گینه نو است. این گیاه اولین بار به‌طور رسمی توسط پیتر ویلم کورت‌هالس، گیاه‌شناس هلندی دوره استعماری در سال ۱۸۳۹ توصیف شد.
کراتوم خواص افیونی و محرک دارد و دست‌کم از سدهٔ نوزدهم در طب گیاهی کاربرد داشته‌است.
از کراتوم در کشورهای مختلف به عنوان داروی ترک اعتیاد استفاده می‌شود؛ این دارو به شکل مکمل پودرشده سبز رنگ در دسترس است و بسیاری افراد در آسیای جنوبی از آن برای کاهش درد و افزایش انرژی استفاده می‌کنند. برخی از مصرف‌کنندگان کراتوم مدعی هستند مصرف این مکمل گیاهی باعث بهبود خلق و خو و کاستن اثرات منفی ترک اعتیاد در آن‌ها می‌شود اما بررسی‌های محققان نشان داد که مصرف خود این گیاه نیز اعتیادآور است.
کارایی و ایمنی کراتوم به عنوان دارو نامشخص است و این گیاه به دلیل کیفیت پایین تحقیقات به عنوان یک داروی نسخه‌ای تأیید نشده‌است. در سال ۲۰۱۹، سازمان غذا و داروی ایالات متحده اعلام کرد که هیچ مدرکی مبنی بر ایمن یا مؤثر بودن کراتوم برای درمان بیماری‌ها وجود ندارد. برخی افراد آن را برای مدیریت درد مزمن، برای درمان علائم ترک مواد افیونی، یا برای اهداف تفریحی مصرف می‌کنند. اثرات معمولاً در عرض پنج تا ده دقیقه شروع می‌شود و دو تا پنج ساعت طول می‌کشد.
مصرف‌کنندگان کراتوم در دوزهای مختلف اثرات آن را شامل افزایش هوشیاری، انرژی بدنی، پرحرفی، اجتماعی بودن، آرام‌بخشی، تغییرات خلق و خو و تسکین در توصیف کرده‌اند. عوارض جانبی شایع مصرف این گیاه عبارتند از کاهش اشتها، اختلال نعوظ، تهوع و یبوست. عوارض جانبی شدیدتر ممکن است شامل کاهش تنفس، تشنج، اعتیاد و روان‌پریشی باشد.
از سال ۲۰۱۸، نگرانی‌های بین‌المللی در مورد تهدید احتمالی سلامت عمومی ناشی از استفاده از کراتوم وجود دارد. در برخی از حوزه‌های قضایی، فروش و واردات آن محدود شده‌است و چندین مقام بهداشت عمومی هشدارهایی را اعلام کرده‌اند.

## گیاه‌شناسی

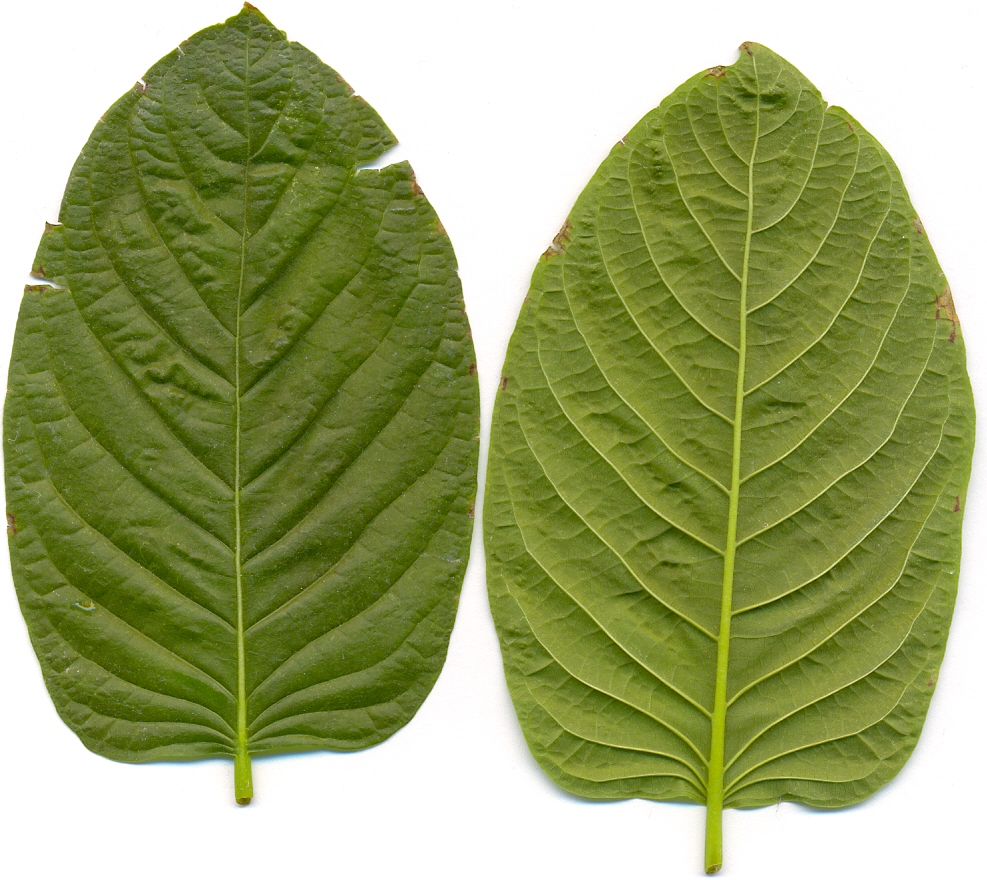
کراتوم

کلاه‌اسقفی زیبا (میتراگینا اسپکیوسا) درختی همیشه‌سبز از تیره کلاه‌اسقفی است که می‌تواند تا ارتفاع ۲۵ متر رشد کند. تنه آن ممکن است تا قطر ۰٫۹ متر رشد کند. تنه به‌طور کلی صاف و پوست بیرونی آن صاف و خاکستری است. برگ‌ها سبز تیره و براق هستند و در صورت کاملاً باز می‌توانند به طول ۱۴ تا ۲۰ سانتی‌متر و عرض ۷ تا ۱۲ سانتی‌متر رشد کنند، این برگ‌ها بیضی‌شکل، و از نظر الگوی رشد مخالف، با ۱۲ تا ۱۷ جفت رگبرگ هستند. گل‌ها که به رنگ زرد تیره‌اند به صورت دسته‌های سه‌تایی در انتهای شاخه‌ها رشد می‌کنند. 
لوله کاسه گل ۲ میلی‌متر طول دارد و دارای پنج لَخته است. لوله جام گل ۲٫۵–۳ میلی‌متر طول دارد. 